# Данехоф
Да́нехоф (дат. Danehof, Датский двор) — название датского средневекового парламента, который играл значительную роль примерно с 1250 по 1413 год.

## История
Предпосылкой для появления данехофа стал рост влияния датской аристократии после 1250 года. Местная знать требовала ограничения королевской власти, особенно в отношении законодательных и налоговых полномочий монархов. Политическая слабость королевского дома тех времен, вероятно, способствовала развитию данехофа. В 1282 году король Эрик V был вынужден принять Королевскую хартию, которая ограничила власть монарха и гарантировала древние права и обычаи знати.
О деталях создания и формате данехофа мало известно. Известно, что это были собрания в определенном месте (чаще замок Нюборг на острове Фюн), однако нет никаких сведений о выборах и процедуре, которые происходили внутри данехофа. Его членами были только представители знати, духовенства и дворян. Король имел возможность консультироваться с данехофом перед осуществлением значительных шагов, особенно экономического характера. Впрочем, в ряде случаев, монархи игнорировали данехоф, забывая его созывать.
Проблемы в Дании, сопровождавшие государство на протяжении XIV века, не добавили популярности данехофу. Шаг за шагом он был отстранён от управления страной. С 1320-х годов большинство функций данехофа перешли к риксроду, который в основном был подконтрольным королю.